# صلاح قابيل
صلاح قابيل (27 يونيو 1931 - 3 ديسمبر 1992)، ممثل مصري.

## عن حياته
ولد في قرية العزيزية هي إحدى قرى مركز منيا القمح  محافظة الشرقية. وانتقلت عائلته للعيش في القاهرة وفيها أكمل دراسته الثانوية.التحق بكلية الحقوق في القاهرة إلا أنه كان مولعا بالتمثيل مما دفعه لترك دراسة الحقوق والتحق بمعهد الفنون المسرحية، ومن هنا كانت بدايته الفنية. بعد تخرجه من معهد الفنون التحق بفرقة مسرح التلفزيون المصري التي قدم معها مسرحية «شيء في صدري» و«اللص والكلاب» و«ليلة عاصفة جدا». تميز عمله بالتعددية ولم يتخصص، فقام بدور المعلم والضابط والمجرم والرجل الطيب والفلاح والسياسي ورجل الأعمال والنصاب والشرير.

## وفاته
توفي في مطلع ديسمبر عام 1992 على إثر أزمة قلبية مفاجئة وأزمة سكر مفاجئة عن عمر يناهز 61 عاماً. ونتيجةً لذلك تم تغيير سيناريو الجزء الخامس والأخير من مسلسل ليالي الحلمية بحذف دور الحاج علاّم السماحي من هذا الجزء باعتباره متوفياً.

## أعماله السينمائية
له حوالي 73 فيلما. أول أعماله السينمائية كان زقاق المدق عام 1963 وهو الذي شهد أول ظهور له بالسينما، وبعد ذلك ظهر بعدة أفلام من أشهرها بين القصرين عام 1964، دلال المصرية عام 1970، نحن لانزرع الشوك عام 1970، دائرة الانتقام عام 1976، ليلة القبض على فاطمة عام 1984، غرام الأفاعي عام 1988، العقرب عام 1990. ومن أشهر أعماله التليفزيونية أفواه وأرانب عام 1978، دموع في عيون وقحة عام 1980.

### قائمة بأفلامه
- 1992 : شياطين الشرطة
- 1992 : السجينة 67.
- 1992 : دنيا عبد الجبار.
- 1991 : المفسدون.
- 1991 : تصريح بالقتل
- 1991 : زوجة محرمة.
- 1991 : مسجل خطر.
- 1990 : القلب وما يعشق مع سهير البابلي ومحمد فؤاد.
- 1990 : الراقصة والسياسي.
- 1990 : العقرب.
- 1990 : قضية سميحة بدران.
- 1989 : الإرهاب.
- 1989 : العجوز والبلطجي.
- 1989 : يا عزيزي كلنا لصوص.
- 1988 : اغتيال مدرسة.
- 1988 : بطل من ورق.
- 1988 : غرام الأفاعي.
- 1988 : نهر الخوف.
- 1988 : نواعم.
- 1987 : المرأة الحديدية.
- 1987 : ضربة معلم.
- 1987 : عصفور له أنياب.
- 1986 : البريء.
- 1986 : الحرافيش.
- 1986 : امرأة مطلقة.
- 1986 : وداعا يا ولدي.
- 1985 : المدبح.
- 1985 : الهلفوت.
- 1985 : شهد الملكة.
- 1978 : أسياد وعبيد.
- 1976 : دائرة الانتقام.
- 1975 : شهيرة.
- 1975 : لا شيء يهم.
- 1974 : العصفور.
- 1974 : عجايب يا زمن.
- 1972 : الشيطان والخريف.
- 1972 : ليلة حب أخيره.
- 1971 : مذكرات الآنسة منال.
- 1970 : دلال المصرية.
- 1969 : الناس اللي جوه.
- 1967 : الدخيل.
- 1966 : آخر العنقود.
- 1966 : ثورة اليمن.
- 1965 : الرجل المجهول.
- 1965 : هارب من الأيام.
- 1964 : بين القصرين.
- 1963 : زقاق المدق.
- 1988 فيلم أرملة رجل حي

### المسلسلات
- الحصار
- لو يعود الزمان. فترة منتصف الثمانينيات.
- غدا تتفتح الزهور: 1984
- المدينة الهادئة: 1972 .
- زكية هانم: 1992
- بكيزة وزغلول: 1986.
- الحب وأشياء أخري: 1986.
- دموع في عيون وقحة: 1980.
- أفواه وأرانب: 1978.

## وصلات خارجية
- صلاح قابيل على موقع IMDb (الإنجليزية)
- صلاح قابيل على موقع الدهليز
- صلاح قابيل على موقع قاعدة بيانات الأفلام العربية
- صلاح قابيل على موقع قاعدة بيانات الفيلم (الإنجليزية)